# Medionops ramirezi
Espèce
Medionops ramirezi est une espèce d'araignées aranéomorphes de la famille des Caponiidae.

## Distribution
Cette espèce est endémique du Brésil.

## Publication originale
- Sánchez-Ruiz & Brescovit, 2017 : A new genus with seven species of the subfamily Nopinae (Araneae, Caponiidae) from the Neotropical region. Zootaxa, no 4291(1), p. 117-143.